# 圣若翰洗者堂 (费拉拉)
圣若翰洗者堂（Chiesa di San Giovanni Battista）又名马耳他骑士团教堂，是意大利费拉拉的一座罗马天主教教堂，位于蒙特贝罗街（via Montebello）与海洋门大街（corso Porta Mare）交汇处。 

## 历史
该建筑建于1496年，但一些研究表明是在1505年，出资者为埃尔科莱一世·埃斯特。建筑师Francesco Marighella。1570年大地震对其造成严重破坏。
1826-1834年，该堂曾属于在费拉拉立足的马耳他骑士团。